# Holme Skole
Holme Skole er en dansk folkeskole der ligger i den århusianske forstad Holme.
Skolen blev landskendt i 2013 da klassen 9.z medvirkede i DR-dokumentarserien 9.z mod Kina.

## Historie
Skolen fører dets historie tilbage til 1742.
Christen Götzscke Friis blev i 1834 skolens første egentlige skolelærer.
Han virkede indtil 1875.
Også i 1875 flyttede man ind i en ny bygning, der er den nuværende Holme Kro.
Skolen fik en andenlærer i 1899 og havde da fire klasser.
I 1925 indviede man en ny skolebygning på stedet hvor den nuværende skole ligger, og denne skole blev udvidet i 1954.
Der blev lavet ændringer og udvidelser i 1990, 1999, 2008 og 2010.
Skolen lavede i 2009 forsøg med opdeling af elever i de ældste klassetrin.
I 2012 var der planer om ændringer af Rundhøjskolen, Holme Skole og Rosenvangskolen. Aarhus Kommune ønskede af fusionere de tre skoler,
men på baggrund af folkelige protester blev den fuldstændige fusion dog ikke gennemført.
I foråret 2013 var Holme Skole i lighed med andre skoler ramt af Kommunernes Landsforenings lockout af lærerne, hvilket betød at der kun var fire lærere til de 700 elever.

## Tal
I 2009 havde skolen 655 elever med 3 børnehaveklasse og 25 normalklasser. Der er to eller tre spor og klassekvotienten var 22,32 i 2009.
Eleverne kommer fra et skoledistrikt med villakvarterer, rækkehuse og lejligheder i boligforeningsbyggeri.
Der bliver også rekrutteret tosprogede elever i henhold til lov om spredning af tosprogede elever.
Således modtog Holme Skole 12 elever der blev tvangsflyttet fra Sødalskolen i 2010.
Med en undervisningseffekt på 0.7 i 2010/2011 lå den som Danmarks 17. bedste skole.
Ditte Hagn-Meincke er skoleleder.

## 9.z mod Kina
En 9. klasse fra skolen medvirkede i DR's tv-dokumentarserie 9.z mod Kina, hvor en dansk folkeskoleklasse blev stillet over for en klasse i Aarhus' venskabsby Harbin, Kina.
De to klasser gennemgik samme test for at undersøge deres færdigheder.
Udsendelsen viste stor spredning i læsefærdigheder blandt de danske elever i forhold til den kinesiske klasse. I gennemsnit var de kinesiske elever lidt bedre end de danske elever. Test for matematik viste at kineserne var meget bedre end Holme Skoles elever, og de kinesiske elever var også bedre til en opgaver i kreativitet og samarbejde.
Derimod var de danske elever klart bedre i test af deres engelskkundskaber.
Dokumentarserien viste også forskellen mellem Holme og Harbins skoles disciplin, forældrenes pres og skoledagens længde, og serien blev bredt debatteret i Danmark og landede midt i diskussionen om en folkeskolereform med en heldagsskole.
Optagelserne havde fundet sted fra august 2012 til vinterferie i februar 2013 og første afsnit blev sendt den 22. april 2013.
Da klasse senere gik til Folkeskolens Afgangsprøve i sommeren 2013 opnåede de et ganske højt karaktergennemsnit på 7,71 for de faste prøver. Det var betydeligt over Folkeskolernes gennemsnit.

### Kritik
Serien blev kritiseret for at skolerne ikke var sammenlignelige. Skolen i Harbin var en eliteskole.
Holme Skole inkluderede også elever som i Kina ville have gået på specialskole.
9.z's elever var kritiske mod fremstillingen af dem, og deres klasselærer Jan Risvig Henriksen opsummerede sine elevers kritik med "vores elever føler, at serien ikke giver et retvisende billede af skolen og af dem som elever" og endvidere at "vores elever mener, at DR har valgt de allerværste tilfælde af dårlig disciplin og klippet det sammen, så det virker som om, at tingene er helt ude af kontrol".
Eleverne kritiserede også evalueringen af kreativitet og samarbejde.
En 9. klasse fra Hornslet Skole, 9.c, skrev et kritisk læsebrev, hvori det lød at "tv-serien ikke [giver] et retvisende billede af folkeskolens 9. klasse" og de fandt at "klassen havde et overraskende lavt fagligt niveau". En elev mente at programmet var lavet af "tilhængere af heldagsskolen og en 'kinesisk' inspireret folkeskolereform".
9.z's klasselærer forsvarede fremstillingen med at 9.z mod Kina "giver et rimeligt realistisk billede af folkeskolen, og et billede hvor man får blik for nogle af de forskelligheder og udfordringer, der er i folkeskolen. På mange måder kunne det nok være optaget hvor som helst, og min klasse ligger efter min opfattelse på gennemsnittet".

## Eksterne links
- Officiel hjemmeside
- Undervisningseffekt Arkiveret 7. marts 2014 hos  Wayback Machine
- Holme Skole AarhusWiki